# Ivo Frosio
Ivo Frosio (27 de abril de 1930 – 18 de abril de 2019) foi um ex-futebolista suíço que atuava como meia.

## Carreira
Ivo Frosio fez parte do elenco da Seleção Suíça de Futebol, na Copa do Mundo de 1954, em casa na Suíça.